# Coca de llanda

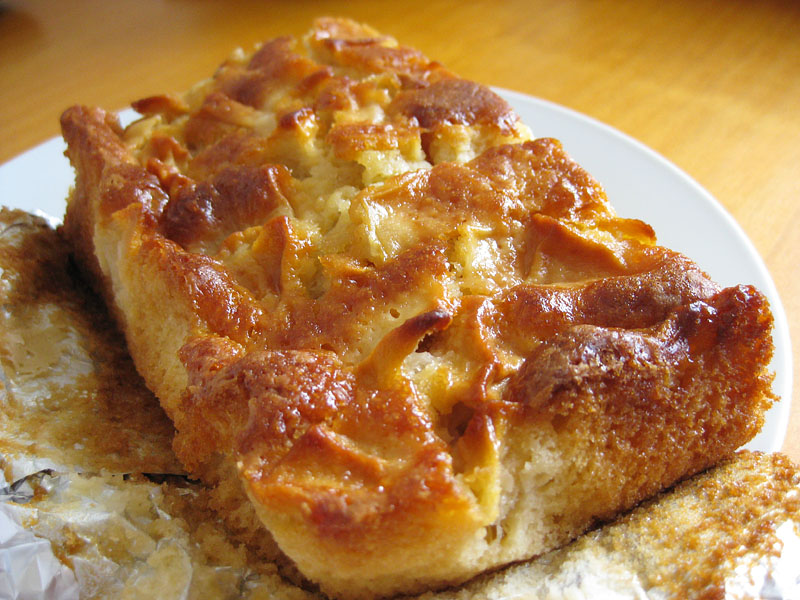
Coca de llanda

La coca de llanda es un bizcocho típico de la Comunidad Valenciana, este bizcocho está hecho en una placa de horno, que en valenciano se llama llanda. Su forma es rectangular, de unos 20cm a 30cm de largo y de unos 5cm de alto. Se trata de un bizcocho que sube mucho pero que es bastante espeso, con una masa compuesta de harina, huevos, aceite, azúcar y ralladura de limón. En algunos lugares típicamente se decora la superficie con un dibujo de cuadros hecho con azúcar y canela, que al cocer forman una costra. 
Se puede encontrar producido de forma tanto industrial como casera. Estos bizcochos pueden tener almendra marcona alicantina, crema, manzana, nueces y pasas, chocolate u otros ingredientes.

## Variantes
Pese a que la receta es prácticamente la misma, según las comarcas, recibe  nombres distintos: 
- En la Provincia de Alicante la llaman coca boba y coca secreta.
- En la Provincia de Castellón se conoce como coca mal feta y coca mida.
- En la Provincia de Valencia es llamada coca de llanda y coca de mida.